# Universiteitsblad
Een universiteitsblad of hogeschoolblad is een tijdschrift of krant gemaakt door studenten of professionele journalisten en uitgegeven op universiteiten en hogescholen. Wanneer zo'n uitgave vooral voor en door studenten wordt gemaakt, spreekt men vaak van studentenblad.
Veel bladen in Nederland en Vlaanderen zijn opgericht in de jaren na 1968 (Parijse studentenrevolte) of hebben in die periode een verandering ondergaan van mededelingenblad naar kritisch volgend studentenorgaan. Sinds die tijd genieten ze vaak een vrij grote redactionele onafhankelijkheid van het bestuur van de onderwijsinstelling. Vanaf de jaren 90 is een omgekeerde trend waarneembaar: bij steeds meer instellingen wordt de krant-achtige opzet vervangen door een 'magazine' dat beter aansluit bij de communicatiebehoeften van het instellingsbestuur.
In Nederland stappen daarnaast steeds meer hogeschool- en universiteitsbladen over op een digitale variant. Anno 2019 zijn er in Nederland nog negen gedrukte hogeschool- en universiteitsbladen.

## Vlaanderen
- Universiteit Antwerpen: studentenblad dwars
- Universiteit Gent: studentenblad Schamper
- Vrije Universiteit Brussel: studentenblad De Moeial
- Katholieke Universiteit Leuven: studentenkrant Veto, universiteitsblad Campuskrant

## Nederland
De Nederlandse universiteits- en hogeschoolbladen zijn verenigd in de Kring van hoofdredacteuren.

### Universiteiten
- Universiteit van Amsterdam: Folia
- Vrije Universiteit: Ad Valvas
- Technische Universiteit Delft: Delta
- Technische Universiteit Eindhoven: Cursor
- Rijksuniversiteit Groningen: Universiteitskrant
- Universiteit Leiden: Mare
- Radboud Universiteit Nijmegen: Algemeen Nijmeegs Studentenblad en Vox
- Erasmus Universiteit Rotterdam: Erasmus Magazine
- Universiteit van Tilburg: Univers
- Universiteit Twente: U-Today
- Universiteit Utrecht: DUB
- Wageningen Universiteit: Resource
- Universiteit Maastricht: Observant

### Hogescholen
- Avans Hogeschool: Punt
- Christelijke Hogeschool Windesheim: WIN[2]
- Fontys Hogescholen: Bron
- Hogeschool van Amsterdam: HvanA
- Hogeschool van Arnhem en Nijmegen: SAM
- Hogeschool Rotterdam: Profielen
- Hogeschool Utrecht: Trajectum / De Paduaan
- Hogeschool Saxion: SaxNow